# Римский-Корсаков, Георгий Алексеевич
Георгий Алексеевич Римский-Корсаков (около 1891; село Журавлево, Зубцовский уезд, Тверская губерния, Российская империя — 1971; Москва) — русский и советский музыковед, историк балета, изобретатель. Родственник композитора Николая Римского-Корсакова, внук Надежды фон Мекк.

## Биография
Родился в 1891 году семье Алексея Александровича Римского-Корсакова и Софьи Карловны фон Мекк. Получил домашнее музыкальное образование.
Окончил гимназию Поливанова в Москве и Карла Мая в Санкт-Петербурге, затем поступил в Императорское училище правоведения в Санкт-Петербурге, но после младшего курса решил связать себя с военной службой.
В 1912 году вольноопределяющимся поступил в лейб-гвардии Конную артиллерию.
В 1914 году выдержал экзамен при Николаевском кавалерийском училище и 13 сентября был произведен в прапорщики.
Участвовал в боях Первой мировой войны в Восточной Пруссии. С января 1915 года — в чине корнета младший офицер эскадрона в 7-м уланском полку, в октябре 1916 года по болезни переведён в 6-й запасной кавалерийский полк. В 1917 году назначен командиром эскадрона.
После Октябрьской революции уехал в Москву, вступил в РККА. В 1919 году участвовал в обороне Гатчины от войск Северо-Западной армии генерала Николая Юденича (при штабе этой армии находился его двоюродный брат граф Эммануил Беннигсен).
В 1922 году демобилизовался, сменил ряд работ, входил в круги художественной интеллигенции: посещал музыкально-вокальные курсы, работал в Большом театре, в начале 1930-х годов совместно с Евгением Александровичем Шолпо изобрёл «вариофон» — электромузыкальный инструмент.
С 1932 года — научный сотрудник в театральном музее им. А. А. Бахрушина.
В начале Великой Отечественной войны вместе с семьей был эвакуирован в Казахстан, в Петропавловск. Там создал при Доме пионеров музыкальный кружок.
В 1944 году был назначен директором Северо-Казахстанского Областного Музея, с 1946 года преподавал музыку в различных учебных заведениях.
Только в 1969 году вернулся обратно в Москву, там же скончался в 1971 году.

## Семья
- Отец — Алексей Александрович Римский-Корсаков (1860—1920)
- Мать — Софья Карловна фон Мекк (1867—1935)
- Братья: Дмитрий (1888—1956) и Борис (1885—1920)
- Жена — Надежда Ивановна Воскресенская (1907—1988)
- Сыновья: Андрей (род. 1937), Дмитрий (род. 1934), Александр (род. 1946)
- Дочери: Наталья (род. 1950) и Ирина (1953—1986)